# Aeroportul Izumo
Aeroportul Izumo (IATA: IZO, ICAO: RJOC) este un aeroport din Izumo, Prefectura Shimane, Japonia ce deservește zona Izumo. Aeroportul a fost tranzitat în 2023 de 1.000.015 pasageri. A fost deschis în 30 iunie 1966.
Situat la o altitudine de 2 m, aeroportul dispune de o singură pistă. Este operat de Prefectura Shimane.